# 6543 Senna
6543 Senna è un asteroide della fascia principale. Scoperto nel 1985, presenta un'orbita caratterizzata da un semiasse maggiore pari a 2,2756508 UA e da un'eccentricità di 0,2142732, inclinata di 4,17104° rispetto all'eclittica.
Dal 7 novembre 1995 al 5 gennaio 1996, quando 6604 Ilias ricevette la denominazione ufficiale, è stato l'asteroide denominato con il più alto numero ordinale. Prima della sua denominazione, il primato era di 6474 Choate.
L'asteroide è dedicato al pilota brasiliano Ayrton Senna.